# Blue Lake (Otago)
Der Blue Lake ist ein künstlich entstandener See im Central Otago District der Region Otago auf der Südinsel von Neuseeland.

## Geographie
Der See befindet sich in einem ehemaligen Goldtagebau zwischen den Dunstan Mountains im Westen und der Hawdun Range im Osten. Ranfurly im Südosten liegt rund 37 km entfernt und Omakau im Südsüdwesten rund 30 km. Der Blue Lake umfasst eine Fläche von rund 10 Hektar und dehnt sich über eine Länge von rund 900 m überwiegend in Nordnordwest-Südsüdost-Richtung aus. Lediglich ein kleiner nördlicher Teil des Sees knickt nach Westen hin ab. Der Seeumfang beträgt rund 2,2 km und an seiner breitesten Stelle misst das Gewässer rund 200 m. St Bathans, der kleine einstige Bergbauort, der zu Spitzenzeiten rund 2000 Menschen beherbergte, liegt direkt am südwestlichen Ende des Sees und wird heute nur noch von ca. 10 Personen bewohnt.
Der Blue Lake veränderte im Jahr 1968 seine Farbe in grün, als zum ersten Mal ein Bach ihn mit seinen Wässern versorgte.
Entwässert wird der bis zu 50 m tiefe See über einen nicht näher bezeichneten Bach am südlichen Ende des nach Westen hin abgeknickten nördlichen Teil. Der Bach mündet nach rund 2,3 km in den Dunstand Creek.

## Geschichte
Nachdem während des Otago Goldrauschs im Jahr 1863 im Dunstan Creek Gold gefunden wurde, entwickelte sich der 1865 in St Bathans umbenannte Ort sehr zügig zu einem wirtschaftlichen Zentrum im Goldbergbaugebiet. Direkt neben dem Ort wurde ab 1864 ein 120 m hoher Hügel abgetragen und in 70-jähriger Bergbautätigkeit in eine 58 m tiefe Grube verwandelt, in der bis zum Jahr 1934 noch Gold abgebaut werden konnte. Da die Grube jedoch mehr und mehr den Bestand des angrenzenden Ortes gefährdete und die Grube zusehends schlechter entwässert werden konnte, wurde der Bergbau eingestellt und die Grube füllte sich mit Wasser von den umliegenden Hügeln.

## Geologie
Wo heute der See sich ausdehnt, war vor dem Goldabbau, der dort 1864 begann, ein rund 120 m hoher Hügel, dessen Untergrund aus Grauwacke mit darüber liegenden Schichten aus Quarzkies und Grauwackenkies bestand und in der von Nordwesten nach Südosten verlaufenden Blue Lake Fault Zone ein Übergang von der Grauwacke zum Otago Schiefer entstand. In dieser Verwerfung bildeten sich Goldadern aus, deren Abbau zur Bildung der bis zu 58 m tiefen Grube führte. Eine unbekannte Menge Gold führender Schichten setzen sich unterhalb des Ortes St Bathans und in den Hügeln im Südwesten fort.

## Wanderweg
Um den Blue Lake herum führt der Around Blue Lake Track, auf dem der See mit „spektakuläre Aussichten“ in einer Zeit von 1 Stunde und 30 Minuten umrundet werden kann.